# Гарднер, Дон-Лиэн
Дон-Лиэн Гарднер (англ. Dawn-Lyen Gardner) — американская актриса.
Гарднер родилась в Лос-Анджелесе, штат Калифорния, и в раннем возрасте начала карьеру с подростковых ролей в сериалах «Гадюка» и «Скорая помощь». Позже она переехала в Нью-Йорк, где окончила Джульярдскую школу в 2003 году. В тот период она начала выступать на нью-йоркской театральной сцене, в таких постановках как For Colored Girls и The School of Night, а также появилась в нескольких региональных производствах. Между этим она появлялась на телевидении, в таких сериалах как «Расследование Джордан», «Кости», «Герои» и «Касл».
В 2016 году Гарднер начала исполнять центральную роль в сериале Oprah Winfrey Network «Королева сахарных плантаций» производства Авы Дюверней и Опры Уинфри.